# 소프트웨어 개발자

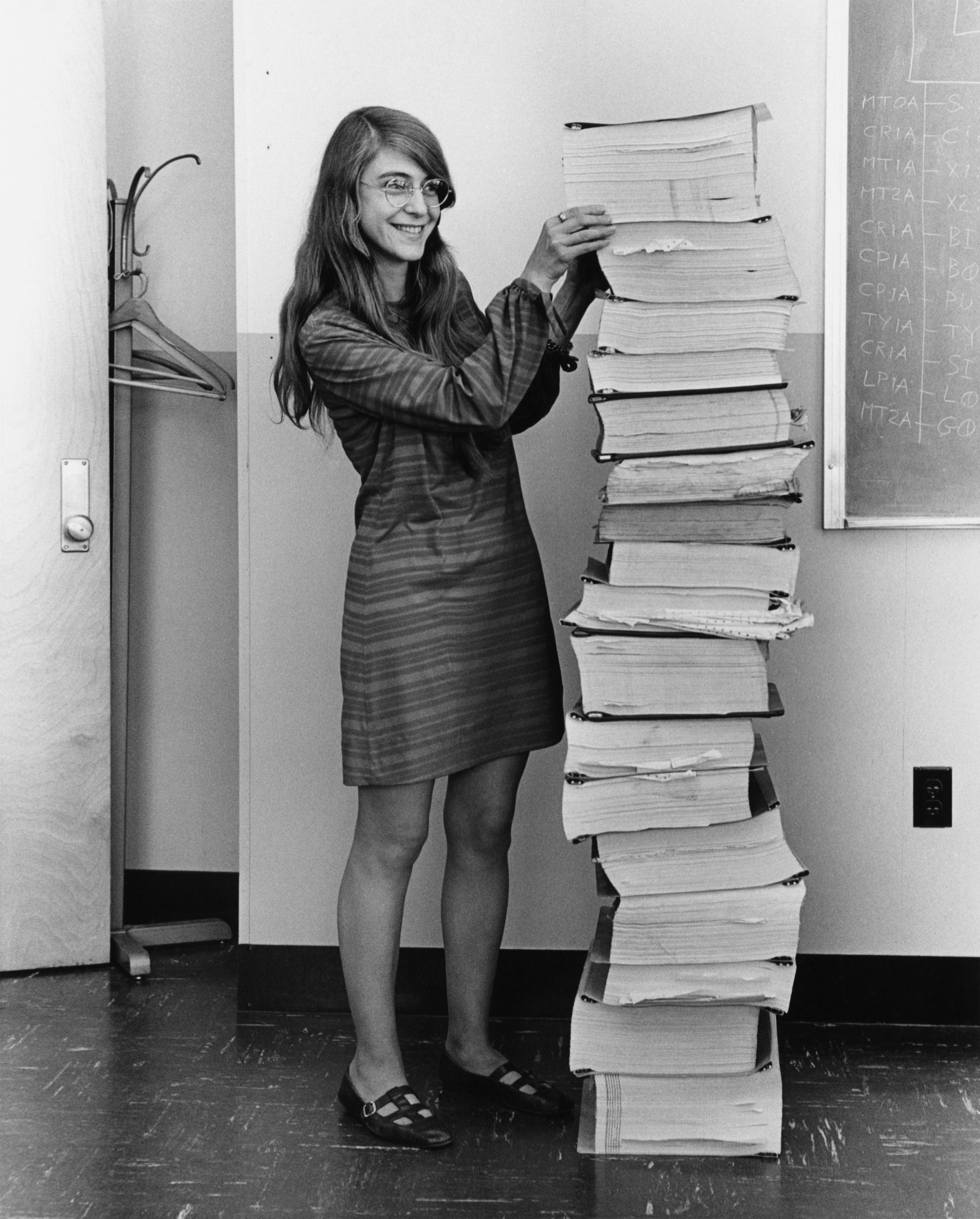
마거릿 해밀턴의 모습

소프트웨어 개발자(software developer)는 소프트웨어 개발 작업에 종사하는 사람을 말한다. 좁게는 소프트웨어 설계와 코딩, 넓게는 프로젝트 관리 업무를 수행하는 사람을 포함한다. 개별 프로그램 작업을 넘어서 응용 프로그램의 수준에서 전반적인 프로젝트에 기여하는 사람을 뜻하기도 한다.
비슷한 의미로 쓰는 다른 용어로는 소프트웨어 분석가와 소프트웨어 엔지니어가 있다.
소프트웨어 개발자중 일부는 컴퓨터 과학자, 해커로 분류되기도 한다.
프로그래머는 소스 코드를 작성하는 임무를 맡지만, 개발자는 소프트웨어 개발 프로세스의 좀 더 넓은 영역에 관여할 수 있다.
소프트웨어 개발자는 다음과 같은 업무를 수행한다.
- 소프트웨어 제품 정의 참여
- 스펙 정의
- 요구 사항 분석
- 요구 사항을 확정하기 위한 중간 시뮬레이션, 프로토타입 개발과 개선
- 실행 가능성과 경제성 분석, 애플리케이션 아키텍처와 프레임워크 선택
- 설계
- 구현(설치, 설정, 프로그래밍/커스터마이제이션, 인테그레이션, 데이터 마이그레이션)
- 사용자와 구현 파트너가 읽을 문서 작성
- 테스트, 테스트 케이스를 작성하고 테스트를 지원하는 업무 포함
- 소프트웨어 배포와 배포 후 활동 참여(데모 프로그램 또는 샘플 개발)
- 유지보수

규모가 큰 회사에서는 개발자의 역할을 나누어 위에 나열한 업무마다 인력을 별도로 나누어 할당할 수도 있다. 규모가 작은 회사에서는 소수의 개발자(때로는 단 한 명)이 모든 업무를 수행하기도 한다.

## 같이 보기
- 컴퓨터 과학
- 컴퓨터 과학자
- 프로그래머
- 소프트웨어 개발
- 소프트웨어 공학
- 컴퓨터 및 비디오 게임 개발